# Championnat de France de rugby à XV 1964-1965
Navigation
1963-1964 1965-1966
Le championnat de France de rugby à XV de première division 1964-1965 a été disputé par 56 équipes groupées en 7 poules. À l'issue de la phase qualificative, les quatre premières équipes de chaque groupe et les quatre meilleures équipes classées cinquièmes sont qualifiés pour les 1/16e de finale. L'épreuve se poursuit ensuite par élimination sur un match à chaque tour.
Le SU Agen a remporté le championnat 1964-65 après avoir battu le CA Brive en finale.

## Contexte
Le Tournoi des Cinq Nations 1965 est remporté par le pays de Galles malgré une défaite (13-22) contre la France.
Le Challenge Yves du Manoir est remporté par le US Cognac qui bat le USA Perpignan par 5 à 3.

## Phase de qualification
Le nom des équipes qualifiées pour les 16e de finale est en gras.
| - US bressane - Castres olympique - SC Graulhet - FC Lourdes - Section paloise - CA Périgueux - SA Saint-Sever - TOEC    | - AS Béziers - Biarritz olympique - RC Chalon - US Cognac - Stade dijonnais - Stade rochelais - US Romans - Saint-Girons SC | - Stade aurillacois - CA Brive - CA Lannemezan - CO Le Creusot - FC Saint-Claude - US Carmaux - Stadoceste tarbais - CS Vienne |
| - SC Angoulême - La Voulte sportif - Lyon OU - RC Narbonne - Stade toulousain - SC Tulle - Tyrosse RCS - Valence sportif | - SU Agen - SC Albi - SO Chambéry - USA Limoges - SC Mazamet - Racing club de France - AS Saint-Junien - RC Toulon          | - SA Condom - US Dax - FC Grenoble - US Montauban - USA Perpignan - Paris université club - Stade bordelais UC - Stade montois |
| - FC Auch - Aviron bayonnais - CA Bègles - Cahors rugby - US Foix (Foix) - AS Montferrand - US Quillan - RC Vichy        | | |

## Seizièmes de finale
Les équipes dont le nom est en caractères gras sont qualifiées pour les huitièmes de finale. 
| Équipe 1           | Équipe 2              | Résultat |
| ------------------ | --------------------- | -------- |
| SU Agen            | US Cognac             | 8-6      |
| USA Limoges        | Stade aurillacois     | 3-0      |
| SC Tulle           | Racing club de France | 9-5      |
| CA Bègles          | FC Lourdes            | 12-3     |
| La Voulte sportif  | Aviron bayonnais      | 25-6     |
| Stade rochelais    | RC Chalon             | 13-12    |
| AS Béziers         | RC Vichy              | 17-6     |
| SC Angoulême       | AS Montferrand        | 6-0      |
| CA Brive           | RC Narbonne           | 9-3      |
| RC Toulon          | US Dax                | 11-9     |
| SC Graulhet        | USA Perpignan         | 11-8     |
| US Montauban       | Biarritz olympique    | 14-3     |
| Stade montois      | CS Vienne             | 16-9     |
| FC Auch            | FC Grenoble           | 3-12     |
| Stadoceste tarbais | Stade toulousain      | 14-6     |
| CA Périgueux       | Section paloise       | 11-6     |

Le futur vainqueur du challenge Yves du Manoir, Cognac, est éliminé par Agen qui remportera le titre de champion.
Périgueux élimine la Section paloise, le tenant du titre, dès les seizièmes de finale.
Grenoble bat Auch 12 à 3 en seizièmes de finale mais est disqualifié pour avoir aligné un joueur issu du jeu à 13, le trois-quarts centre Jean-Jacques Duffau.

## Huitièmes de finale
Les équipes dont le nom est en caractères gras sont qualifiées pour les quarts de finale. 
| Équipe 1           | Équipe 2        | Résultat |
| ------------------ | --------------- | -------- |
| SU Agen            | USA Limoges     | 22-3     |
| SC Tulle           | CA Bègles       | 9-8      |
| La Voulte sportif  | Stade rochelais | 6-0      |
| AS Béziers         | SC Angoulême    | 3-0      |
| CA Brive           | RC Toulon       | 8-3      |
| SC Graulhet        | US Montauban    | 6-3      |
| Stade montois      | FC Auch         | 12-6     |
| Stadoceste tarbais | CA Périgueux    | 30-6     |

## Quarts de finale
Les équipes dont le nom est en caractères gras sont qualifiées pour les demi-finales.
| Équipe 1          | Équipe 2           | Résultat |
| ----------------- | ------------------ | -------- |
| SU Agen           | SC Tulle           | 22-3     |
| La Voulte sportif | AS Béziers         | 12-0     |
| CA Brive          | SC Graulhet        | 5-0      |
| Stade montois     | Stadoceste tarbais | 14-9     |

Graulhet, premier de la saison régulière est éliminé dès les quarts de finale.

## Demi-finales
| Équipe 1 | Équipe 2          | Résultat |
| -------- | ----------------- | -------- |
| SU Agen  | La Voulte sportif | 21-14    |
| CA Brive | Stade montois     | 14-6     |

Les deux demi-finales sont marquées par des incidents, La Voulte est éliminé après avoir mené 14-0 mais a eu trois joueurs blessés en deuxième mi-temps. Pendant le match Brive-Stade montois, l'arbitre expulse un joueur de chaque camp, curieusement le joueur briviste (Normand) n'est pas suspendu et peut jouer la finale.

## Finale
| Équipes        | SU Agen - CA Brive |
| Score          | 15-8 |
| Date           | 23 mai 1965 |
| Stade          | Stade Gerland, Lyon |
| Arbitre        | Bernard Marie |
| Les équipes    | |
| SU Agen        | Marius Lagiewski, Jean-Claude Malbet, Raymond Palladin, Jacques Fort, Michel Lasserre, Michel Sitjar, Serge Viotto, Francesco Zani, Pierre Lacroix, Jean-Claude Hiquet, Jean-Claude Soula, Jean-Pierre Razat, Pierre Gruppi, Bernard Pomiès, Jean-Louis Dehez, Serge Méricq, Georges Cavailles, Claude Salères |
| CA Brive       | Pierre Marsaud, Pierre Bessot, Claude Freyssinet, Jean Normand, Roger Fite, Marcel Lewin, Gérard Burguet, Jean-Pierre Delfour, Marcel Puget, Jean-Claude Roques, Serge Castiglioni, Michel Marot, Claude Besson, Pierre Besson, Pierre Villepreux                                                              |
| Points marqués | |
| SU Agen        | 2 essais de Razat et Sitjar, 2 pénalités et 1 drop de Dehez |
| CA Brive       | 2 essais par J claude Roques et P.Besson, 1 transformation de Villepreux |

Pierre Villepreux perd sa seule finale avec Brive, il perdra aussi une finale avec Toulouse en 1969 et ne sera jamais champion de France, malgré sa brillante carrière internationale.